# Дело о кредите МВФ
Дело о кредите МВФ — серия расследований о судьбе кредита МВФ, выделенного России 20 июля 1998 года в размере 4,781 млрд $.
Кредит переводился частями в несколько траншей: 22, 23, 24 и 28 июля. Размеры траншей составили 4,304 млрд $, 340 млн $, 133 млн $ и 4 млн $, соответственно. Суммы поступили на счета Центрального банка РФ (ЦБ) и Министерства финансов РФ.

## Хроника
20 июля 1998 года Совет директоров МВФ утвердил предоставление кредита России в размере 4,781 млрд $.
Были совершены четыре перевода кредита:
- 22 июля 1998 года — на сумму 4,304 млрд $;
- 23 июля 1998 года — на сумму 340 млн $;
- 24 июля 1998 года — на сумму 133 млн $;
- 28 июля 1998 года — на сумму 4 млн $.

Суммы поступили на счета Центрального банка и Министерства финансов.
Но уже 14 и 17 августа 1998 года деньги были переведены в банки США, Британии и Швейцарии.
23 марта 1999 года депутат Госдумы Виктор Илюхин направил Генеральному прокурору России Юрию Скуратову письмо, в котором говорилось о судьбе кредита МВФ, выделенного в 1998 году.
29 ноября 2002 года Генпрокуратуры РФ со ссылкой на результаты расследования уголовного дела № 18\221050-98 (возбужденного 2 ноября 1998 года) сообщалось, что уголовное дело было прекращено за отсутствием состава преступления в связи с отсутствием корыстной или иной личной заинтересованности в действиях Правительства и Банка России.

## Расследования

### Расследование депутата Илюхина
23 марта 1999 года депутат Госдумы Виктор Илюхин направил Генеральному прокурору России Юрию Скуратову письмо, в котором говорилось о судьбе кредита МВФ, выделенного в 1998 году. Согласно письму Илюхина:
- 14 августа 1998 года 2,35 млрд $ были направлены в австралийский банк Bank of Sydney,
  - где часть средств в размере 235 млн $ была зачислена на банковский счёт австралийской компании,
  - остаток в размере 2,115 млрд $, конвертированный в фунты стерлингов, был перечислен в британский Национальный Вестминстерский банк (NatWest[англ.])
- 1,4 млрд $ были переведены 14 августа 1998 года в американский Bank of New York (который позднее обвинялся в отмывании несвязанных с указанным кредитом денег)
- 780 млн $ 17 августа 1998 года были направлены в швейцарский банк Credit Suisse
- 270 млн $ 17 августа 1998 года были направлены в лозаннское отделение швейцарского банка Creditanstalt-Bankverein.

В письме Илюхин попросил Скуратова осуществить проверку упомянутых в письме фактов. В свою очередь Скуратов возбудил уголовное дело под номером № 18/221050-98 и направил запрос в Счётную Палату, чтобы провести ревизию ЦБ, однако уже 2 апреля (спустя неделю) на него было заведено уголовное дело по указу Бориса Ельцина и в последующем он был отстранён от должности, а дело было засекречено грифом «совершенно секретно». Отчёт счётной палаты, по его словам, также был засекречен.
24 марта 1999 года Илюхин направил новое письмо Скуратову, в котором изложил новые утверждения о судьбе кредита МВФ. В письме также было сказано: «По понятным причинам информация по источнику, подтверждающему в своем сообщении на мое имя вышеназванные факты, закрыта, но она, в случае крайней необходимости, может быть открыта Вам лично при полной гарантии её неразглашения».
7 апреля 1999 года комитет по безопасности Госдумы выпустил пресс-релиз под названием «К вопросу об исчезновении кредита МВФ в размере 4,8 млрд долл. США, выделенного Российской Федерации 14 августа 1998 года». В пресс-релизе Илюхин вновь повторил выдвинутые ранее обвинения. В тот же день Илюхин направил письмо заместителю председателя объединённого экономического комитета конгресса США Джиму Сэкстону и лидеру республиканского большинства в палате представителей конгресса США Дику Арми. В письме конгрессменам, в частности, были изложены тексты писем Илюхина Скуратову и копии ряда банковских документов. В письме говорилось: «Надеюсь, что эти материалы облегчат и ускорят проведение возможного парламентского расследования в Конгрессе США по данным предположительно противозаконным банковским операциям».

### Расследование Генпрокуратуры
Расследование дела о кредите МВФ проводила Генпрокуратура РФ, ей было возбуждено уголовное дело № 18/221050-98, возбужденного 02.11.1998 г. по ч. 2 ст. 172 УК РФ (незаконная банковская деятельность).
Уголовное дело было прекращено за отсутствием состава преступления в связи с отсутствием корыстной или иной личной заинтересованности в действиях Правительства и Банка России.

### Проверка Счетной палаты
Летом 1999 года была проведена проверка деятельности Центрального банка по использованию средств первого займа кредита МВФ, оставшихся в управлении Банка России с 22 июля 1998 года по 1 января 1999 года.
По результатам проверки никаких нарушений со стороны Центрального банка по использованию денег МВФ Счетной палатой не обнаружено.

### Расследование PricewaterhouseCoopers
МВФ была нанята аудиторская компания PricewaterhouseCoopers (PwC) для проверки обвинений России в хищении кредита. Летом 1999 года PwC опубликовал несколько докладов на сайте МВФ, которые были удалены в сентябре того же года по запросу PwC. Первый из опубликованных докладов содержал информацию о связях ЦБ с его неким дочерним оффшорным банком «FIMACO», второй — об использовании средств кредита самим ЦБ и третий — о статистике собранной ЦБ. Хотя расследование PwC и не нашло каких-либо доказательств о нецелевом использовании (присвоении) кредита, однако первый доклад вскрыл целый ряд фактов о ложной отчётности со стороны ЦБ к МВФ, а также факты «о реальном положении валютных резервов и некоторых других денежных накоплений».

### Расследование кантона Тичино
В начале 2001 года прокурор швейцарского кантона Тичино Лоран Каспер-Ансерме сделал ряд заявлений, что он обнаружил следы украденного кредита МВФ — по его данным, деньги из России в сумме несколько сотен млн долларов США в августе 1998 года проходили через счета нескольких швейцарских банков в кантоне Тичино.
Швейцария – лишь транзитный этап для отмывания этих денег. Через наши банки прошло 800 млн долларов. Это много, но с российских счетов исчезло гораздо больше, миллиарды долларов.Лоран Каспер-Ансерме

### Запрос американских конгрессменов
10 марта 2004 года американские конгрессмены Dan Burton и Майк Пенс направили госсекретарю США Колину Пауэллу письмо, в котором потребовали расследовать обстоятельства «пропажи» кредита МВФ.

## Судьба кредита
По информации РИА, в 2005 году кредит был полностью выплачен.